# Улица Коновальца (Львов)

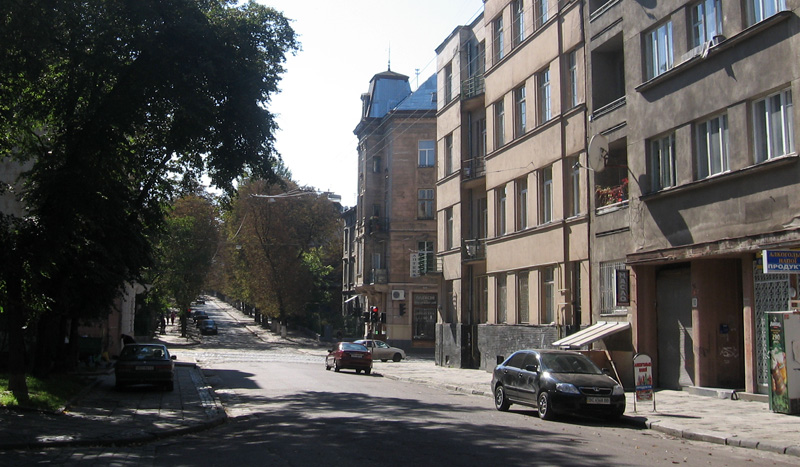
Улица Коновальца на перекрёстке с улицей Киевской

У́лица Конова́льца — одна из красивейших улиц Львова (Украина). Находится в исторической местности Новый Свет. Начинается от улицы Бандеры и заканчивается пересечением с улицей Труша; проходит с северо-востока в юго-западном направлении. В застройке улицы встречаются классицизм, модерн, конструктивизм, виллы, новостройки 2000-х годов. По улице проложены трамвайные пути, проходит маршрут № 2.
После войны в этом районе Львова было много воинских частей, поэтому в районе был высокий процент русского (и русскоязычного) населения.
Сегодня район Новый Свет считается одним из престижных во Львове, поэтому здесь сравнительно высокие цены на жильё.

## Названия

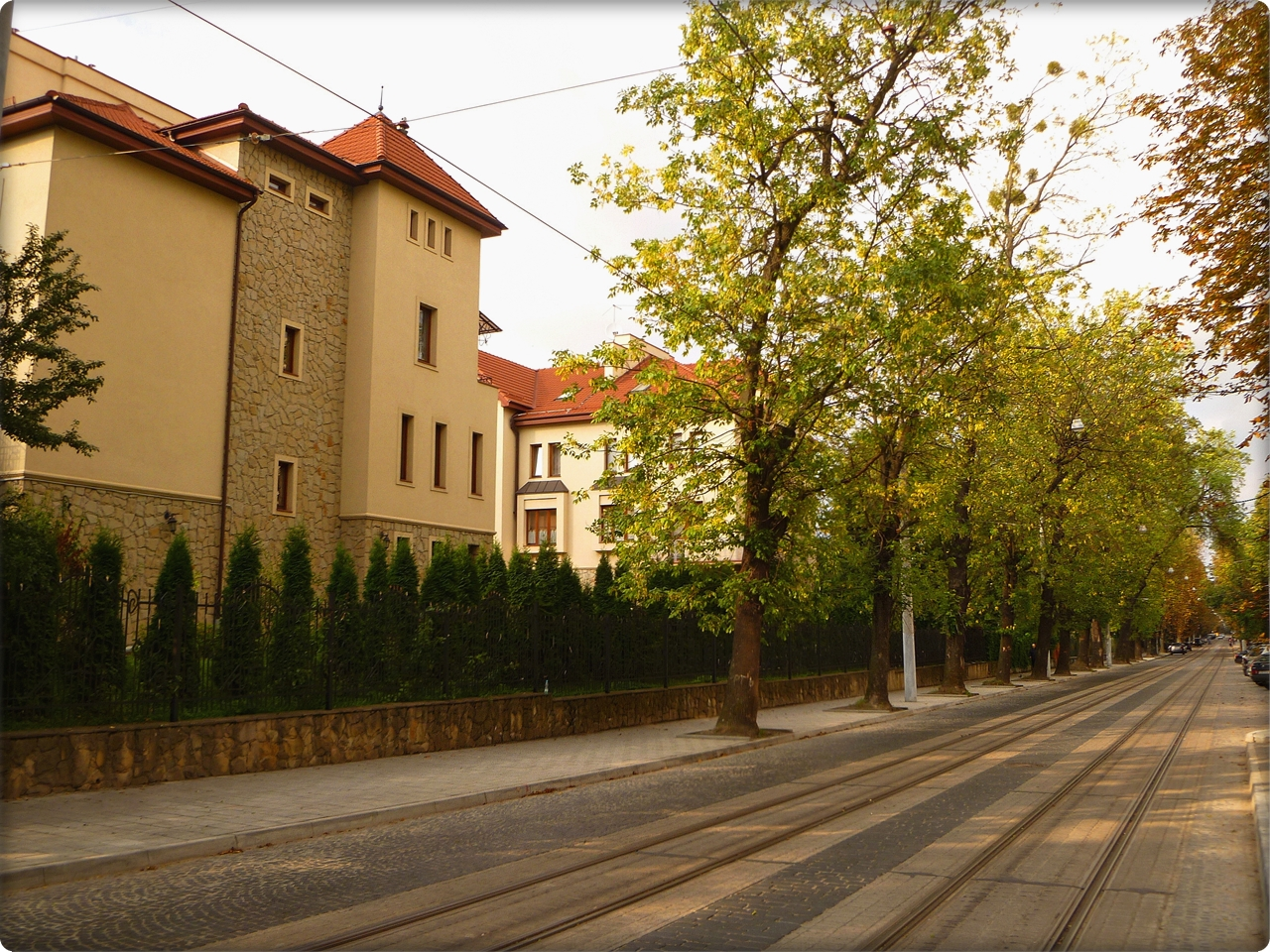
Улица Коновальца после ремонта

- С 1892 — улица 29 Ноября в честь дня начала польского восстания 1830 года против Российской империи.
- 1940—1941 — улица Энгельса, в честь основоположника коммунизма Фридриха Энгельса.
- август 1941 — май 1942 годов — опять 29 Ноября;
- май 1942—июнь 1944 — Германенштрассе.
- 1944—1992 вновь улица Энгельса.
- С 1992 — улица Коновальца, в честь главы ОУН Евгения Коновальца, погибшего в 1938 году от рук сотрудника НКВД-НКГБ СССР (до 1934 г. — ОГПУ), внедрённого в организацию под видом активиста ОУН.

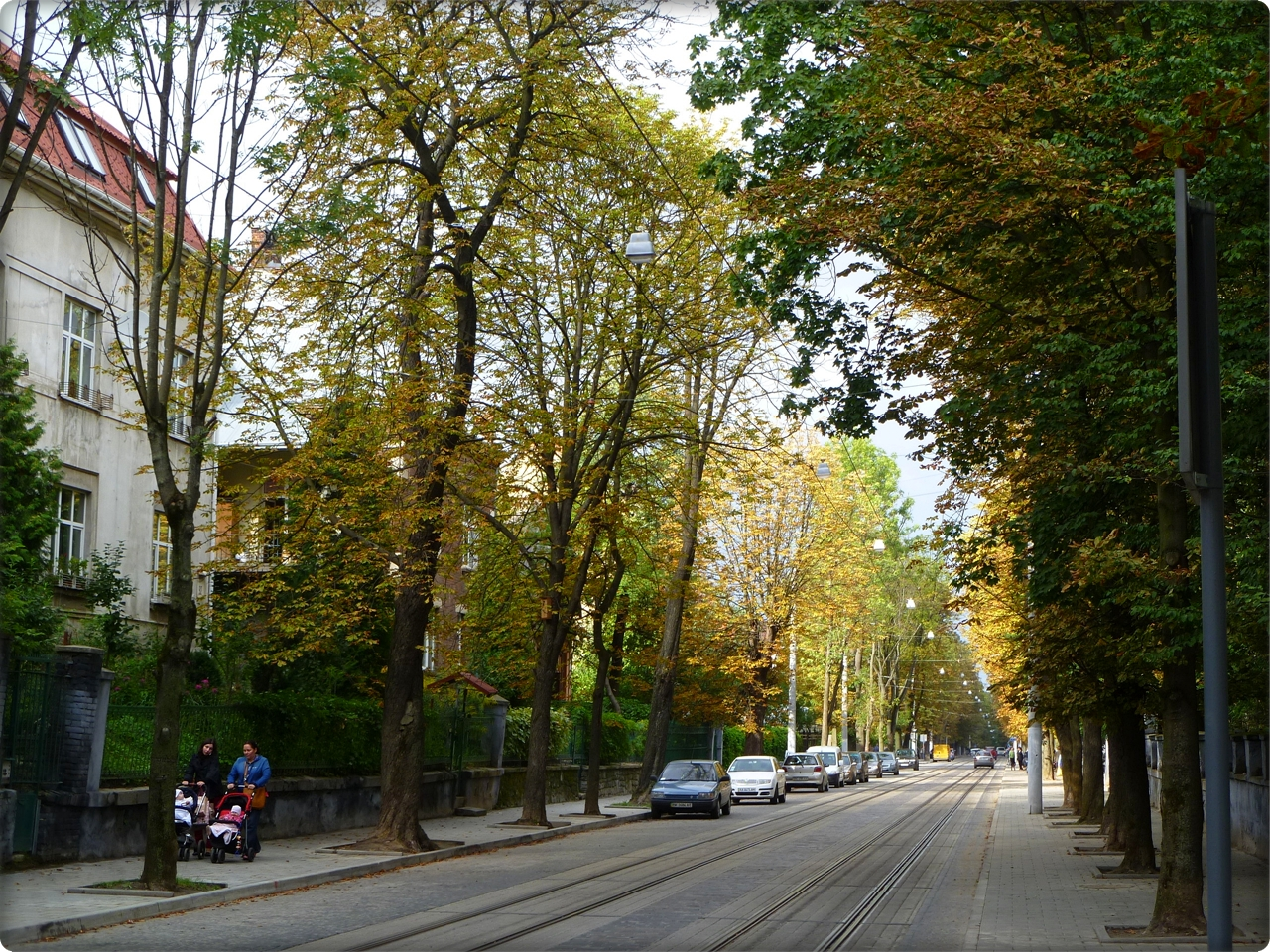
Улица Коновальца (август 2012)

## Примечательные здания
- № 1 находится львовское отделение КПУ.
- № 4 при Польше бурса имени Пирамовича, при СССР — общежитие Торгово-экономического института, позже военкомат Радянского (ныне — Франковского района).
- № 6 в 1950-х детский дом № 7.
- № 12 при Польше «Дом эмигрантов», при СССР и ныне — гинекологическое отделение 5-й городской клинической больницы.
- № 20 и № 22 при Польше санаторий Vіta, при СССР и ныне — пульмонологическое, нефрологическое и терапевтическое отделения 5-й городской клинической больницы.
- № 21 вилла Джоанны Лоренц (1898-1899 года).
- № 31 в 1908—1940 годах жил украинский природовед и антрополог Иван Раковский, в память о котором установлена мемориальная табличка.
- № 40 жил украинский педагог Илья Федорович Кокорудза, который был директором Академической гимназии во Львове. Он построил на собственные средства гимназию для девочек, которую передал обществу «Родная школа». В советское время гимназию превратили в девичью школу № 5 (до середины 1950-х в СССР в городах были отдельные школы для мальчиков и девочек).
- № 50 Дом построен в 1950—1955 годах по проекту Валериана Сагайдакивского. На первом этаже был открыт первый во Львове магазин самообслуживания «Темп».
- № 60 Жилой дом построен по проекту Дромирецкого. В 1943—1984 годах жил учёный и писатель Григорий Нудьга, исследователь украинского песенного творчества.

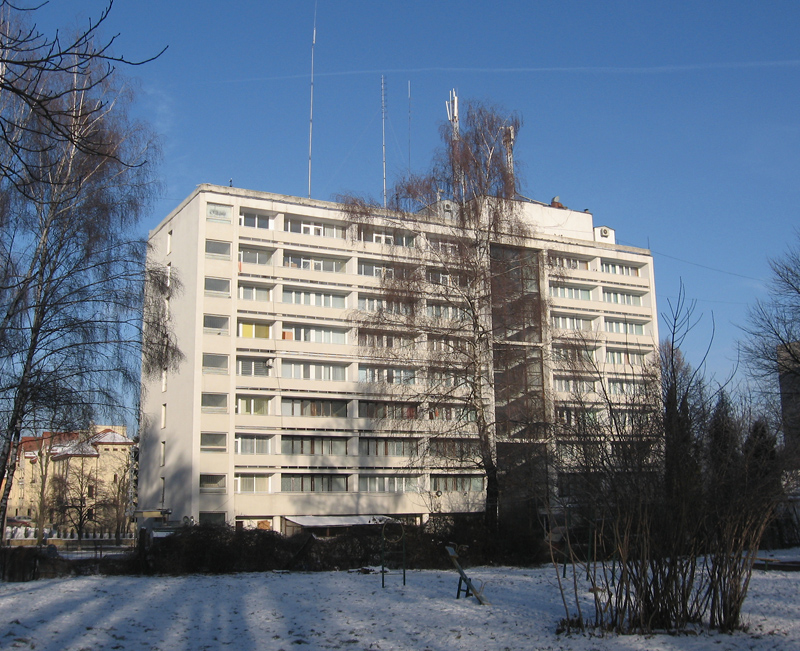
Гостиница «Турист»

- № 78 На углу улицы Зализняка привлекает внимание большая вилла с массивными коринфскими колоннами, стилизованными под ар деко. Её построили в 1925 году по проекту Яна Новориты.
- № 89 Особняк Юлиуша Райсса построен в 1903 году по проекту архитектора Евгения Весоловского. Дом выполнен из стилизованными элементами барокко.
- № 97 до 1990-х годов находилась знаменитая львовская рюмочная «Алтай»
- № 102 при Польше была кирпичный завод, при СССР — кафедра дизайна Украинского государственного лесотехнического университета.
- № 103 9-этажная гостиница «Турист», построенная в 1970 году.
- № 120 в доме жили сыновья украинского академика Ивана Крипякевича — Роман и Богдан Крипякевичи. Богдан был одним из основателей львовской кристаллохимической научной школы, а Роман Крипякевич — кандидат технических наук, научный сотрудник Львовского физико-механического института.